# Battaglia di Gallipoli (1416)
La battaglia di Gallipoli ebbe luogo il 29 maggio 1416 tra una squadra della marina veneziana e la flotta dell'Impero ottomano al largo della base navale turca di Gallipoli. La battaglia fu l'evento principale di una breve guerra tra le due potenze. I Veneziani sentivano l'esigenza di reagire agli attacchi ottomani contro i possedimenti veneziani nel Mar Egeo alla fine del 1415. Le navi veneziane comandate da Pietro Loredan avevano l'incarico di trasportare gli ambasciatori veneziani alla corte del Sultano, ma allo stesso tempo erano autorizzati ad attaccare se gli Ottomani avessero osteggiato la missione.
Buona parte degli eventi sono noti grazie a una lettera scritta da Loredan dopo la battaglia. Quando la squadra navale veneziana si avvicinò a Gallipoli, gli Ottomani aprirono il fuoco costringendo i Veneziani a ritirarsi.
Il giorno seguente, le due marine si affrontrarono combattendo al largo di Gallipoli. La sera però Loredan riuscì a entrare in contatto con le autorità ottomane e informarle della sua missione diplomatica. Nonostante le assicurazioni che gli Ottomani avrebbero dato il benvenuto ai diplomatici, appena le navi veneziane si avvicinarono alla città, la flotta ottomana salpò contro i Veneziani e le due parti si trovarono rapidamente coinvolte in una feroce battaglia. I Veneziani ottennero una schiacciante vittoria uccidendo l'ammiraglio ottomano, catturando gran parte della flotta ottomana e prendendo moltissimi prigionieri di cui una buona parte prestava servizio nella flotta ottomana. Tali prigionieri vennero tutti giustiziati.
Successivamente alla battaglia i Veneziani si ritirarono nell'isola di Tenedos per rifornirsi. Qualche anno dopo i Veneziani e gli Ottomani firmarono il trattato di pace del 1419.

## Preludio

Mappa dei Balcani meridionali e dell'Anatolia occidentale nel 1410, durante la fase successiva dell'Interregno ottomano

Nel 1413 il futuro Sultano Mehmet I pose fine alla guerra civile dell'Interregno ottomano. In seguito divenne Sultano e unico padrone del regno ottomano.
La Repubblica di Venezia che era la principale potenza marittima e commerciale nell'area aveva forti interessi a rinnovare i trattati che aveva concluso con i predecessori di Mehmet durante la guerra civile. Nel maggio 1414, il suo bailo nella capitale bizantina di Costantinopoli Francesco Foscarini, fu incaricato di stabilire un contatto con la corte del Sultano per riconfermare tali accordi. Foscarini però non riuscì nel suo intento e mentre Mehmet prendeva possesso dell'Anatolia, gli ambasciatori veneziani venivano invitati a non allontanarsi troppo dalla riva (e allo stesso tempo dalla portata della Repubblica). Le difficoltà di Foscarini furono tali che non avvenne l'incontro e Mehmet mandò le sue ire alle autorità veneziane. Nel frattempo gli Ottomani assalivano le navi cristiane nel Mar Egeo sfidando l'egemonia navale veneziana.
Durante la sua campagna, Mehmet arrivò a Smirne, dove alcuni dei più importanti sovrani latini dell'Egeo come i signori genovesi di Chio, Focea e Lesbo, e persino il Gran maestro dei Cavalieri Ospitalieri giunsero a fargli omaggio.
Secondo lo storico bizantino contemporaneo Ducas l'assenza del veneziano Duca di Nasso da questa assemblea provocò l'ira del Sultano. Per rappresaglia equipaggiò una flotta di 30 navi, sotto il comando di Sri Bey, e nel 1415 razziarono i domini del Duca nelle Cicladi. La flotta ottomana devastò le isole e portò via gran parte degli abitanti di Andro, Paro e Milo. Lo storico veneziano Marin Sanudo (1466–1536) indica che, in realtà, l'attacco ottomano fu una rappresaglia per le incursioni contro le spedizioni ottomane intraprese da Pietro Zeno signore di Andro. Come il duca di Nasso, Zeno era cittadino veneziano e vassallo della Repubblica di Venezia, ma non essendo stato incluso nei precedenti trattati tra la Repubblica e gli Ottomani aveva continuato ad attaccare gli Ottomani per conto proprio.

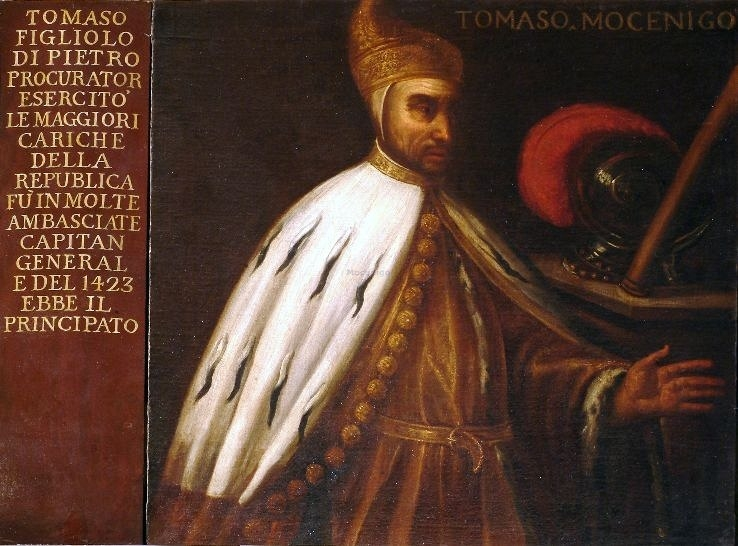
Dipinto di Tommaso Mocenigo. Anonimo veneto

Nel giugno 1414 le navi ottomane fecero irruzione nella colonia veneziana di Negroponte e saccheggiarono la sua capitale, facendo prigionieri quasi tutti i suoi abitanti (circa 2 000 prigionieri). Solo dopo anni la Repubblica fu in grado di ottenere il rilascio di circa 200 anziani, donne e bambini. Tutti gli altri vennero venduti come schiavi. Nell'autunno del 1415 una flotta ottomana di 42 navi, sei galee, 16 galeotte e alcuni brigantini tentò di intercettare un convoglio mercantile veneziano (muda) proveniente dal Mar Nero nell'isola di Tenedos. Le navi veneziane giunsero tardi a Costantinopoli a causa del maltempo, ma riuscirono a passare attraverso la flotta ottomana e si affrettarono a giungere a Negroponte. La flotta ottomana attaccò Negroponte ma la fortezza di Oreo guidata da Taddeo Zane resistette all'attacco. Nonostante il fallito l'assedio i danni furono importanti in quanto i Turchi riuscirono a devastare ancora una volta il resto dell'isola, portando via 1 500 prigionieri. I sopravvissuti chiesero alla Repubblica di Venezia di pagare un tributo agli Ottomani per garantire la loro protezione. Tale richiesta venne respinta categoricamente dal Doge Tommaso Mocenigo il 4 febbraio 1416.
In risposta alle incursioni ottomane, il Maggior Consiglio di Venezia nominò Pietro Loredan comandante in capo e lo incaricò di equipaggiare una flotta di quindici galere; cinque furono equipaggiate a Venezia, quattro a Candia e una a Negroponte, una Nauplia, una ad Andro e una a Corfù. Il fratello di Loredan di nome Giorgio, Jacopo Barbarigo, Cristoforo Dandolo e Pietro Contarini furono nominati capitani (sopracomiti), mentre Andrea Foscolo e Delfino Venier furono designati come provveditori della flotta e ambasciatori per il Sultano.
I compiti di ambasciata erano cosi suddivisi: Foscolo fu incaricato del Principato di Acaia, Venier ebbe il compito di raggiungere un nuovo accordo con il Sultano sulla base del trattato concluso tra Musa Çelebi e l'inviato veneziano Giacomo Trevisan nel 1411 e inoltre, di assicurare la liberazione dei prigionieri veneziani arrestati durante l'assedio di Negroponte del 1414. La nomina di Loredan fu insolita, poiché aveva recentemente ricoperto il ruolo di Capitano del Golfo e la legge proibiva a chiunque avesse ricoperto la carica di mantenerla per ulteriori tre anni. Tuttavia il Maggior Consiglio non fece applicare tale legge a causa dello stato di guerra de facto con gli Ottomani. Per affermare tale eccezione fu ripristinato l'uso per cui solo il capitano generale da mar aveva il diritto di portare lo Gonfalone di San Marco sulla sua nave ammiraglia, invece che ogni sopracomito. In una rara dimostrazione di determinazione il Maggior Consiglio votò quasi all'unanimità di autorizzare Loredan ad attaccare se gli Ottomani non fossero stati disposti a negoziare la cessazione delle ostilità. 

Mappa dello stretto dei Dardanelli e delle loro vicinanze. Gallipoli (Gelibolu) è segnato sull'ingresso nord dello stretto

L'obiettivo principale della squadra navale di Loredan era la fortezza di Gallipoli. La città fu da sempre la "chiave dei Dardanelli" e di conseguenza una delle posizioni strategiche più importanti nel Mediterraneo orientale. All'epoca era anche la principale base navale turca e costituiva un rifugio sicuro per i loro corsari che razziavano le colonie veneziane nell'Egeo. Costantinopoli era ancora nelle mani dei cristiani ortodossi, invece Gallipoli fu per decenni il principale punto di passaggio per gli eserciti ottomani dall'Anatolia all'Europa. A causa della sua importanza strategica il Sultano Bayezid I si occupò di rafforzare le sue fortificazioni ricostruendo la cittadella e rafforzando anche le difese del porto. Il porto aveva una parete verso il mare e uno stretto ingresso che conduceva a un bacino esterno, separato da un bacino interno da un ponte, dove Bayezid fece erigere una torre a tre piani (il "Birghoz-i Gelibolu"). Quando Ruy González de Clavijo visitò la città nel 1403, riferì di aver visto la sua cittadella piena di soldati, un grande arsenale e 40 navi nel porto.
Bayezid era pronto a usare le sue navi da guerra a Gallipoli per controllare (e tassare) il passaggio di chiunque attraversasse i Dardanelli. Tale ostacolo al commercio fu un'ulteriore causa di conflitto con gli interessi veneziani nell'area. Nonostante la flotta ottomana non fosse in grado di contrastare i Veneziani, li obbligavano però a fornire scorta armata alle loro mude commerciali che attraversavano i Dardanelli. Garantire il diritto di passaggio senza ostacoli attraverso i Dardanelli era una delle questioni principali nelle relazioni diplomatiche di Venezia con gli Ottomani. La Repubblica aveva trovato un accordo nel trattato del 1411 con Musa Çelebi, ma l'incapacità di rinnovare quell'accordo nel 1414 aveva nuovamente reso Gallipoli "l'oggetto principale di disputa nelle relazioni veneziano-ottomane". Per tale motivo l'attività navale ottomana nel 1415 a Gallipoli ne sottolineava ulteriormente l'importanza.

## Battaglia
Gli eventi prima e durante la battaglia vengono descritti nei dettagli in una lettera inviata da Loredan alla Signoria il 2 giugno 1416, che fu inclusa da Marin Sanudo il Giovane nella sua pubblicazione postuma Storia dei Dogi di Venezia.
Ducas fornisce un resoconto breve e in qualche modo diverso. Secondo la lettera di Loredan, le sue navi furono ritardate dai venti contrari e raggiunsero Tenedos il 24 maggio. Dopodiché il 27 maggio entrò nei Dardanelli e si avvicinarono a Gallipoli. Loredan riferisce che i Veneziani cercarono in tutti i modi di evitare il manifestare intenzioni ostili, ma gli Ottomani che avevano radunato un'armata di fanteria e 200 cavalieri sulla riva, iniziarono a sparare contro di loro con le frecce. Loredan disperse le sue navi per evitare vittime, ma le correnti le spingevano verso riva. Il comandante veneziano cercò di segnalare un'altra volta agli Ottomani che non avevano intenzioni ostili, ma quest'ultimi continuarono a sparare contro di loro frecce avvelenate fino a quando Loredan fece sparare alcuni colpi di cannone che uccisero alcuni soldati e costrinsero gli altri a ritirarsi dalla riva.
All'alba del giorno successivo, Loredan inviò due galee con lo Stendardo di San Marco all'ingresso del porto di Gallipoli per aprire le trattative. In risposta i turchi inviarono 32 navi per attaccarli. Loredan ritirò le sue due galee e iniziò a ripiegare sparando contro le navi turche per attirarle al largo. Dato che le navi ottomane non riuscivano a tenere la velocità con i remi, i Veneziani issarono le vele. La galea veneziana di Nauplia si fermò durante la manovra mettendosi in pericolo di venire catturata dalle navi ottomane che erano all'inseguimento. Loredan ordinò alle sue navi di salpare a vele spiegate e una volta che erano pronti al combattimento, Loredan ordinò alle sue dieci galee di abbassare le vele, girarsi e affrontare la flotta ottomana. A quel punto, però, il vento orientale si alzò all'improvviso e gli Ottomani decisero di interrompere l'inseguimento e tornare a Gallipoli. Loredan cercò la provocazione con gli Ottomani, sparandogli con le pistole e balestre e lanciando rampini per agganciare le navi turche, ma il vento e la corrente permisero agli Ottomani di ritirarsi rapidamente dietro le fortificazioni di Gallipoli.

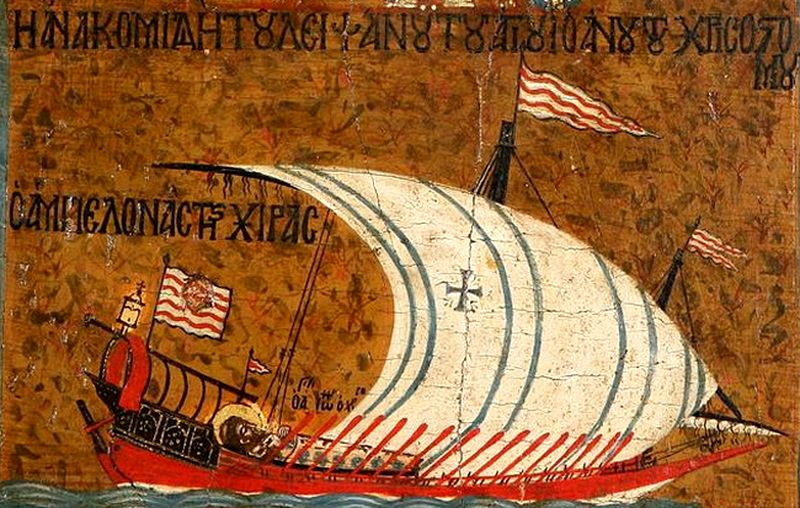
Dipinto del XIV secolo di una Galea leggera, proveniente da un'icona al Museo bizantino e cristiano di Atene

Loredan inviò quindi un messaggero a parlare con il comandante della flotta ottomana per lamentarsi dell'attacco, insistendo sul fatto che le sue intenzioni erano pacifiche e che il suo unico scopo era di trasportare i due ambasciatori al Sultano. Il comandante ottomano rispose che non aveva ricevuto ordini a tale riguardo e che la flotta ottomana doveva navigare verso il Danubio per fermare il fratello di Mehmed rivale al trono, Mustafa Çelebi. Inoltre il comandante ottomano informò Loredan che lui e i suoi equipaggi potevano attraccare senza timori e che i membri dell'ambasciata sarebbero stati trasportati con gli onori e la sicurezza consoni al loro ruolo. Loredan mandò un notaio di nome Tommaso assieme a un interprete per parlare con il comandante ottomano e al capitano della guarnigione di Gallipoli per esprimere le sue lamentele, ma anche per spiare il numero, l'equipaggiamento e le disposizioni delle galee ottomane. I comandanti ottomani rassicurarono Tommaso della loro buona fede e proposero di fornire una scorta armata agli ambasciatori per portarli alla corte del Sultano Mehmed.
Il 29 maggio 1416 Loredan condusse le sue navi verso Gallipoli per rifornire le sue riserve d'acqua, lasciando come riserva tre galere: quelle di suo fratello, di Dandolo e di Cappello di Candia.
Non appena i Veneziani si avvicinarono alla città, la flotta ottomana salpò dal porto e una delle loro galee si avvicinò e sparò alcuni colpi di cannone contro le navi veneziane. Secondo il racconto di Ducas, i Veneziani stavano inseguendo una nave mercantile di Lesbo che pensavano fosse di origine turca, proveniente da Costantinopoli. Gli Ottomani pensavano che la nave mercantile fosse una delle loro, e di conseguenza, una delle loro galee si mosse per difendere la nave.

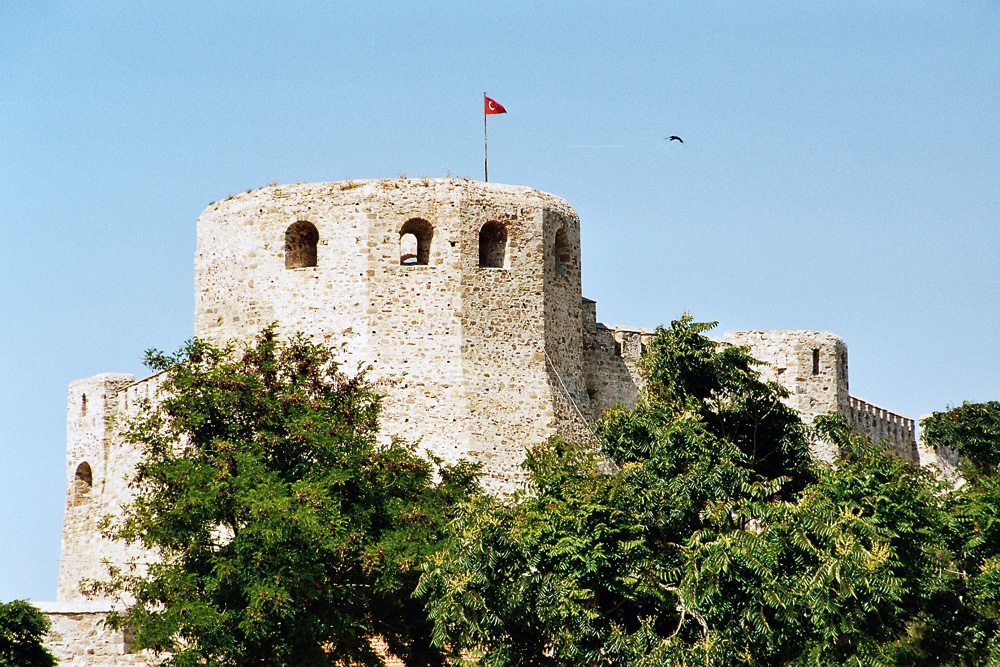
Fortezza di Tenedos nel Mar di Marmara

La galea di Nauplia che salpava alla sua sinistra, continuava ad avere problemi di rotta quindi gli fu ordinato di spostarsi a destra, lontana dagli Ottomani in avvicinamento. Loredan fece ritirare le sue navi per un po' per attirare ulteriormente i turchi al largo di Gallipoli e portare il sole alle spalle dei Veneziani. Una volta pronto, Loredan guidò la sua nave ammiraglia per attaccare la principale galea ottomana. Il suo equipaggio fu estremamente determinato mentre le altre galee ottomane si posarono a poppa della nave di Loredan sulla sua sinistra lanciando raffiche di frecce contro di lui e i suoi uomini. Lo stesso Loredan venne ferito da una freccia tra l'occhio e il naso e da un'altra che gli passò attraverso la mano sinistra, così come altre frecce che lo colpirono di striscio. Nonostante questo la galea ottomana fu catturata e venne ucciso il suo equipaggio.
Successivamente Loredan dopo aver lasciato alcuni uomini del suo equipaggio sul galeone catturato, si girò contro un altro galeone che catturò. Lasciando ancora alcuni dei suoi uomini e la sua bandiera, attaccò le altre navi ottomane. Il combattimento durò dalla mattina fino alle 2 di notte.

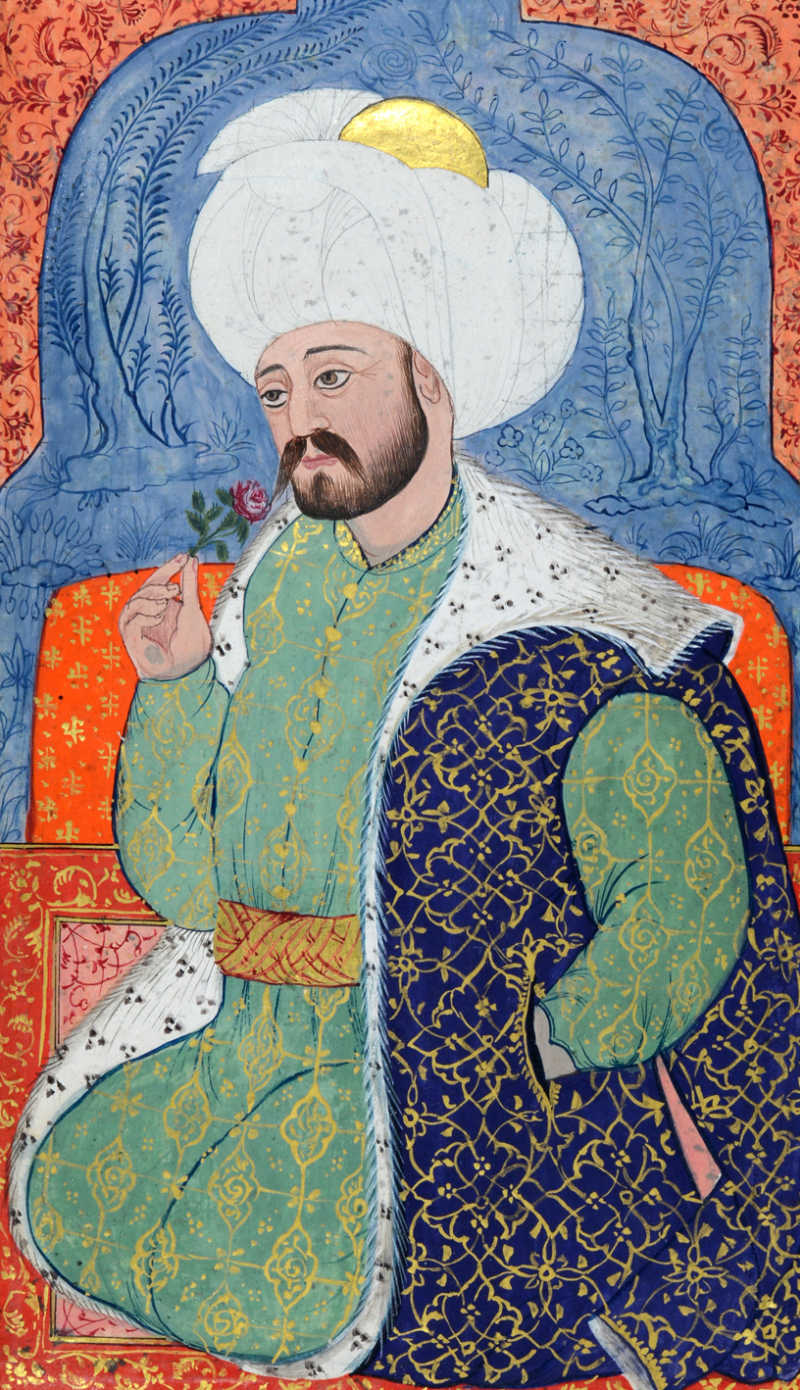
Il Sultano Mehmet I in una miniatura del XVI secolo

I Veneziani annientarono la flotta ottomana, uccidendo il suo comandante e quasi tutti i capitani e gli equipaggi, catturando sei galee e nove galeazze, secondo il racconto di Loredan. Ducas afferma che i Veneziani catturarono 27 navi in totale, mentre il cronista egiziano contemporaneo Maqrizi ridusse il numero a dodici. Loredan fornisce una suddivisione dettagliata delle navi catturate dai suoi uomini: la sua nave catturò una galea e un galeone da 20 banchi di remi; la galea di Contarini catturò una galea; la galea di Giorgio Loredan catturò due galeazze da 22 banchi di remi e due galeazze da 20 banchi; la galea Grimani di Negroponte catturò una galea; la galea di Jacopo Barbarigo catturò un galeone da 23 banchi e un altro da 19; lo stesso per la galea di Cappello; la galea di Girolamo Minotto di Nauplia catturò la galea ottomana che era stata sconfitta e inseguita precedentemente dalla galea di Cappello; le galee Venier e Barbarigo di Candia presero una galea. Le vittime veneziane furono leggere: dodici morti (per lo più annegati) e 340 feriti di cui la maggior parte leggeri. Maqrizi stima il numero totale di morti ottomane pari a 4 000 uomini.
Finita la battaglia le navi veneziane fecero rotta per Gallipoli e bombardarono il porto. Gli Ottomani asserragliati nella fortezza non risposero al fuoco. I Veneziani si diressero a circa un miglio marino da Gallipoli per curare i feriti. Tra i vari prigionieri presi dai Veneziani furono trovati numerosi cristiani (genovesi, aragonesi, cretesi, provenzali e siciliani) che furono tutti giustiziati venendo impiccati. Tra i prigionieri venne trovato un nobile cretese di nome Giorgio Calergi, noto per aver partecipato a una rivolta contro Venezia. Egli fu squartato o tagliato a pezzi sul ponte dell'ammiraglia di Loredan. Ducas scrive che i prigionieri cristiani furono divisi in coloro che erano stati messi in servizio come schiavi e che vennero liberati, mentre i mercenari furono impalati. Dopo aver bruciato cinque galeazze, Loredan si preparò a ritirarsi con le sue navi a Tenedos per prendere acqua, riparare le sue navi, prendersi cura dei suoi feriti e fare nuovi piani. Il comandante veneziano inviò una nuova lettera al comandante ottomano in città deplorando la mancanza della parola data e spiegando che sarebbe tornato da Tenedos per svolgere la sua missione di scortare gli ambasciatori, ma il comandante ottomano non rispose.

## Conseguenze
Uno dei capitani turchi che fu fatto prigioniero scrisse una lettera al Sultano affermando che i Veneziani erano stati attaccati senza motivo. Egli informò anche Loredan che i resti della flotta ottomana erano tali da non costituire una minaccia per lui, era rimasta una galea e alcune galeazze e altre navi più piccole, mentre il resto delle galere a Gallipoli era fuori servizio. A Tenedos i Veneziani tennero un consiglio di guerra, il piano era di ritornare a Negroponte per le provviste, scaricare i feriti, vendere tre delle galee e il ricavato darlo agli equipaggi. Loredan non era d'accordo, egli pensava che si sarebbe dovuto mantenere la pressione sui turchi, così decise di tornare a Gallipoli per sollecitare la consegna degli ambasciatori alla corte del Sultano. Mandò suo fratello a trasportare i feriti a Negroponte e bruciò tre delle galee catturate. Nella sua lettera al Doge Tommaso Mocenigo aveva affermato che i suoi uomini fossero stati ricompensati stimando la cifra in 600 ducati d'oro.
Tra il 24 e il 26 luglio 1417, Delfino Venier riusci a raggiungere un accordo con il Sultano, compreso lo scambio dei prigionieri. Tale accordo non faceva parte dell'ambasciata veneziana e difatti non fu ben ricevuto a Venezia poiché il rilascio dei prigionieri avrebbe tolto dei rematori galeotti dalle proprie navi e avrebbe invece favorito la flotta ottomana. Di conseguenza al suo ritorno a Venezia il 31 ottobre, Venier si trovò sotto processo anche se alla fine fu assolto. Il 24 febbraio 1418 un inviato del Sultano "Chamitzi" (o Hamza) arrivò a Venezia e chiese il rilascio dei prigionieri ottomani dopo che il Sultano aveva già rilasciato 200 prigionieri catturati a Negroponte. Il Doge ribatté che solo i vecchi e gli infermi erano stati rilasciati, mentre il resto era stato venduto come schiavo e che non si poteva fare un paragone tra le persone catturate durante un assalto a dei villaggi con dei prigionieri presi in guerra.
Secondo Ducas, nella primavera dello stesso anno Loredan guidò di nuovo la sua flotta nei Dardanelli e tentò di catturare una fortezza che era stata eretta dal fratello di Mehmed, Süleyman Çelebi, a Lampsakos sul lato anatolico dello Stretto (il cosiddetto "Emir Süleyman Burkozi"). Mentre infliggevano danni significativi al forte con l'artiglieria, i Veneziani non sbarcarono a causa della presenza di Hamza Bey, fratello del Gran Visir Beyazıd Pascià assieme a 10 000 uomini. Per tale motivo i Veneziani lasciarono il forte parzialmente distrutto e salparono per Costantinopoli. Hamza Bey fece radere al suolo il forte subito dopo per paura che in futuro i Veneziani potessero catturarlo. Nel maggio del 1417, i Veneziani istruirono il loro bailo a Costantinopoli, Giovanni Diedo, di cercare un accordo di pace con il Sultano, ma per due anni Diedo non fu in grado di ottenere nulla, in parte a causa delle restrizioni imposte ai suoi movimenti (non doveva procedere per più di quattro giorni di marcia nell'entroterra) e in parte a causa dell'atteggiamento del sultano che rifiutava le proposte della Serenissima tra cui il libero passaggio per i Dardanelli senza pagare dazio.
Il conflitto si concluse nel novembre del 1419, quando fu firmato un trattato di pace tra il Sultano e il nuovo bailo veneziano a Costantinopoli, Bertuccio Diedo, in cui gli Ottomani riconobbero i possedimenti d'oltremare di Venezia e accettarono uno scambio di prigionieri.
La vittoria a Gallipoli assicurò la superiorità navale veneziana per i decenni a venire, ma portò anche i Veneziani a una fiducia eccessiva poiché, secondo lo storico Seth Parry "apparentemente senza sforzo, la sconfitta della flotta ottomana confermò che i veneziani credevano che essi erano di gran lunga superiori ai turchi nella guerra navale". Durante il lungo assedio di Salonicco (1422-1430) e i successivi conflitti nel corso del secolo, tuttavia, "i veneziani avrebbero imparato a disagio che la superiorità navale da sola non poteva garantire una posizione eterna di forza nel Mediterraneo orientale".
Dopo il successo di Gallipoli, Venezia si rivolse alla conquista del Friuli e in chiave antiturca inviò Dolfino Venier a confermare il dominio bizantino di Patrasso e ad appoggiare il rafforzamento dell'Hexamilion, il muraglione lungo sei miglia fatto costruire sull'istmo di Corinto dall'imperatore bizantino Manuele II Paleologo fra il 1414 e il 1415, ottenendo in cambio la base di Zonchio a Navarino.